# Abdulmajeed Al-Sulayhem
Abdulmajeed Al-Sulayhem (en árabe: عبد المجيد الصليهم‎; Riad, 15 de mayo de 1994) es un futbolista saudí que juega en la demarcación de centrocampista para el Al-Nassr de la Liga Profesional Saudí.

## Trayectoria
El 21 de enero de 2018 se dio a conocer la noticia de que Abdulmajeed llegaría al Rayo Vallecano procedente del Al-Shabab Club por un contrato que tenía el club madrileño con la Federación de Fútbol de Arabia Saudí para mejorar la calidad de fútbol del país al igual que otros equipos de la LFP como el Villarreal o el Sporting de Gijón.
Fue presentado oficialmente el 7 de febrero de 2018 con el dorsal 19, poco después de dieciséis días, sufrió una lesión muscular en el recto que le mantendrían apartado de los terrenos de juegos durante unas dos semanas. Pese a su recuperación su participación con el Rayo fue nula ya que acabó la temporada sin entrar en ninguna convocatoria e incluso acabó su cesión antes de tiempo de manera no oficial.

## Selección nacional
Hizo su debut con la selección de fútbol de Arabia Saudita el 13 de noviembre de 2017 en un encuentro amistoso contra Bulgaria que finalizó con un resultado de 0-1 a favor del combinado búlgaro tras el gol de Ivelin Popov.

## Clubes
| Club                    | País           | Año       | Partidos | Goles |
| ----------------------- | -------------- | --------- | -------- | ----- |
| Al-Shabab Club          | Arabia Saudita | 2013-2017 | 102      | 7     |
| Rayo Vallecano (cedido) | España         | 2018      | 0        | 0     |
| Al-Shabab Club          | Arabia Saudita | 2018-2020 | 55       | 5     |
| Al-Nassr                | Arabia Saudita | 2020-     | 59       | 5     |

## Palmarés

### Títulos internacionales
| Título                      | Club           | País           | Año  |
| --------------------------- | -------------- | -------------- | ---- |
| Campeonato de Clubes Árabes | Al-Nassr F. C. | Arabia Saudita | 2023 |